# Вашингтонци
Това е списък на известни личности, свързани с град Вашингтон.

## Родени във Вашингтон
- Пач Адамс (р. 1945), писател
- Тим Бъкли (1947 – 1975), музикант
- Марвин Гей (1939 – 1984), музикант
- Фредерик Грегъри (р. 1941), космонавт
- Андрю Шон Гриър (р. 1970), писател
- Самюъл Джаксън (р. 1948), актьор
- Бенджамин Дрю (р. 1962), космонавт
- Джон Фостър Дълес (1888 – 1959), политик
- Ан Епълбаум (р. 1964), журналистка
- Брет Кавано (р. 1965), юрист
- Джон Кенеди младши (1960 – 1999), журналист
- Стивън Колбер (р. 1964), телевизионен водещ
- Йън Колдуел (р. 1976), писател
- Лайза Новак (р. 1963), космонавт
- Джеръм Пауъл (р. 1953), финансист
- Марин Райков (р. 1960), български политик
- Шари Редстоун (р. 1954), бизнесдама
- Адам Рийс (р. 1969), физик
- Робърт Ричардсън (р. 1937), физик
- Хенри Ролинс (р. 1961), музикант и актьор
- Тим Ръс (р. 1956), актьор
- Пийт Сампрас (р. 1971), тенисист
- Робърт Стюарт (р. 1942), космонавт
- Джонатан Сафран Фоер (р. 1977), писател
- Марти Фридман (р. 1962), музикант
- Алисън Ханигън (р. 1974), актриса
- Майкъл Харнър (р. 1929), религиозен водач
- Майкъл Харт (р. 1960), политолог
- Хелън Хейс (1900 – 1993), актриса
- Голди Хоун (р. 1945), актриса
- Едгар Хувър (1895 – 1972), юрист
- Уилям Хърт (р. 1950), актьор
- Сюзън Шваб (р. 1955), политик
- Майкъл Шейбон (р. 1963), писател
- Ерик Шмид (р. 1955), бизнесмен
- Ричард Юел (1817 – 1872), офицер

## Починали във Вашингтон
- Чарлс Грийли Абът (1872 – 1973), астрофизик
- Дуайт Айзенхауер (1890 – 1969), офицер и политик
- Мейми Айзенхауер (1896 – 1979)
- Емил Берлинер (1851 – 1929), изобретател
- Адолфъс Грийли (1844 – 1935), изследовател
- Уилям Едуардс Деминг (1900 – 1993), статистик
- Фредерик Дъглас (1818 – 1895), общественик
- Джон Фостър Дълес (1888 – 1959), политик
- Джоузеф Лоутън Колинс (1896 – 1987), офицер
- Ейбрахам Линкълн (1809 – 1865), политик
- Дъглас Макартър (1880 – 1964), офицер
- Рубен Маркъм (1887 – 1949), журналист
- Джордж Маршал (1880 – 1959), офицер и политик
- Джон фон Нойман (1903 – 1957), математик
- Стефан Панаретов (1853 – 1931), български дипломат
- Растко Петрович (1898 – 1949), сръбски писател
- Робърт Пири (1856 – 1920), изследовател
- Карл Прибрам (1877 – 1973), икономист
- Закари Тейлър (1784 – 1850), политик
- Боб Фос (1927 – 1987), режисьор и хореограф
- Бети Фридан (1921 – 2006), общественичка
- Готфрид Хаберлер (1900 – 1995), икономист
- Уилям Хенри Харисън (1773 – 1841), офицери и политик
- Джоузеф Хенри (1797 – 1878), физик
- Едгар Хувър (1895 – 1972), юрист